# 183 (число)
183 (Сто вісімдеся́т три) — натуральне число між 182 та 184.
- 183 день в році — 2 липня (у високосний рік 1 липня).

## У математиці
Складене число, яке ділиться на 3, 7 та 13.

## В інших галузях
- 183 рік, 183 до н. е.
- NGC 183 — еліптична галактика (E) в сузір'ї Андромеда.